# 라디오 강단
《라디오 강단》은 대한민국의 방송국 기독교방송의 라디오 채널 CBS 표준FM에서 매일 밤 9시 35분 ~ 밤 10시까지 방송하는 라디오 프로그램이다. 목사의 설교를 들려준다.

## 순서
- 월요일 - 감사드림교회 차영아 목사
- 화요일 - 신촌성결교회 박노훈 목사
- 수요일 - 한국중앙교회 임석순 목사
- 목요일 - 산정현교회 김관선 목사
- 금요일 - 삼일교회 송태근 목사
- 토요일 - 복된이웃교회 이동현 목사
- 일요일 - 산위의마을교회 김영준 목사

## 순서 (춘천권)
- 월요일 - 춘천온누리교회 김창환 목사
- 화요일 - 춘천광염교회 박인관 목사
- 수요일 - 춘천중앙감리교회 심성수 목사
- 목요일 - 춘천중앙성결교회 장기동 목사
- 금요일 - 춘천소양교회 김선일 목사
- 토요일 - 춘천동부교회 김한호 목사
- 일요일 - 원주개운교회 김범용 목사

## 같이 보기
- CBS 표준FM
- 기독교방송

| CBS 표준FM                |                       |                       |
| 이전                      | 라디오 강단           | 다음                  |
| 5분 메시지                | 라디오 강단           | 가스펠 아워           |
| 밤 9시 30분 ~ 밤 9시 35분 | 밤 9시 35분 ~ 밤 10시 | 밤 10시 5분 ~ 밤 12시 |
|                           |                       | 정시 CBS 노컷뉴스     |

| 부산CBS 표준FM            |                       |                       |
| 이전                      | 라디오 강단           | 다음                  |
| 5분 메시지                | 라디오 강단           | 가스펠 아워           |
| 밤 9시 30분 ~ 밤 9시 35분 | 밤 9시 35분 ~ 밤 10시 | 밤 10시 5분 ~ 밤 12시 |
|                           |                       | 정시 CBS 노컷뉴스     |

| 경남CBS 표준FM            |                       |                       |
| 이전                      | 라디오 강단           | 다음                  |
| 5분 메시지                | 라디오 강단           | 가스펠 아워           |
| 밤 9시 30분 ~ 밤 9시 35분 | 밤 9시 35분 ~ 밤 10시 | 밤 10시 5분 ~ 밤 12시 |
|                           |                       | 정시 CBS 노컷뉴스     |